# Silvia Rothfeld
Silvia Rothfeld (Porto Alegre, 4 de setembro de 1971) é uma esgrimista e fisioterapeuta brasileira.
Começou a praticar o esporte em 1984. Entre 1997 e 2010, foi quatro vezes campeã brasileira de florete feminino, além de ficar três vezes com a medalha de prata e outras três com a de bronze. Ganhou o Prêmio Brasil Olímpico de 1999.
Integrou a delegação brasileira nos Jogos Pan-Americanos de 1999, em Winnipeg, quando ficou em nono lugar na competição de florete individual feminino, e de 2007, no Rio de Janeiro, em que ficou com a 12ª colocação, além do quarto lugar na disputa por equipes.
Formada em Fisioterapia pelo Centro Universitário Metodista IPA, integra a comissão técnica da seleção brasileira de esgrima em cadeira de rodas.

## Títulos
- Campeonato Brasileiro de Esgrima - 1997, 1998 , 2001 e 2003